# Torre Alháquime
Torre Alháquime község Spanyolországban, Cádiz tartományban. Torre Alháquime Olvera, Alcalá del Valle, Setenil de las Bodegas és Ronda községekkel határos. Lakosainak száma 798 fő (2024).

## Népesség
A település népessége az utóbbi években az alábbiak szerint változott:
| Lakosok száma | 924  | 883  | 874  | 849  | 836  | 776  | 795  | 790  | 800  | 798  |
|               | 2001 | 2004 | 2006 | 2009 | 2011 | 2014 | 2016 | 2019 | 2021 | 2024 |